# Bruno Gutiérrez
Bruno Giuliano Gutiérrez Vilches (La Calera, 25 de junio de 2002) es un futbolista chileno. Juega de defensa central o lateral derecho en Colo-Colo de la Primera División de Chile.

## Trayectoria
Gutiérrez comenzó su carrera con Colo-Colo. Para 2020, fue cedido al equipo brasileño Esporte Clube Bahia pero pronto regresó a Colo-Colo a pedido del director técnico Gustavo Quinteros y debido a la pandemia de COVID-19 en Brasil Entonces, en noviembre de 2020 fue cedido a Deportes Iquique de la Primera División hasta el final de la  temporada 2020, donde hizo su debut profesional. De regreso en Colo-Colo, debutó en la categoría absoluta en un partido contra Ñublense el 1 de mayo de 2021.

## Selección nacional

### Selecciones menores
A temprana edad, representó a Chile en la Chile Sub-15 en el Campeonato Sudamericano Sub-15 2017 y Chile Sub-17 en el Mundial Sub-17 de 2019, jugando tres partidos. Además, representó a la Chile Sub-20 en un torneo amistoso jugado en Teresópolis (Brasil) llamado Granja Comary Torneo Internacional, disputando dos partidos contra Bolivia Sub-20 y Brasil Sub-20.
Más tarde, fue llamado al primer microciclo de entrenamiento de la Selección mayor de Chile en 2021.
Fue convocado por el entrenador Eduardo Berizzo para ser parte de la sub-23, para participar en los Juegos Panamericanos de 2023.

#### Participaciones en Juegos
| Competición               | Sede     | Resultado        | Partidos | Goles | Asist. |
| ------------------------- | -------- | ---------------- | -------- | ----- | ------ |
| Juegos Panamericanos 2023 | Santiago | Medalla de plata | 3        | 0     | 0      |

#### Detalles de partidos
| Partidos internacionales con Selección Chilena Sub-23 | Partidos internacionales con Selección Chilena Sub-23 | Partidos internacionales con Selección Chilena Sub-23 | Partidos internacionales con Selección Chilena Sub-23 | Partidos internacionales con Selección Chilena Sub-23 | Partidos internacionales con Selección Chilena Sub-23 | Partidos internacionales con Selección Chilena Sub-23 | Partidos internacionales con Selección Chilena Sub-23 | Partidos internacionales con Selección Chilena Sub-23 |
| N.º                                                   | Fecha                                                 | Estadio                                               | Local                                                 | Resultado                                             | Visitante                                             | Goles                                                 | Asist.                                                | Competición                                           |
| ----------------------------------------------------- | ----------------------------------------------------- | ----------------------------------------------------- | ----------------------------------------------------- | ----------------------------------------------------- | ----------------------------------------------------- | ----------------------------------------------------- | ----------------------------------------------------- | ----------------------------------------------------- |
| 1                                                     | 23 de octubre de 2023                                 | Estadio Sausalito, Viña del Mar, Chile                | Chile                                                 | 1-0                                                   | México                                                |                                                       |                                                       | Juegos Panamericanos 2023                             |
| 2                                                     | 26 de octubre de 2023                                 | Estadio Elías Figueroa, Valparaíso, Chile             | Chile                                                 | 1-0                                                   | Uruguay                                               |                                                       |                                                       | Juegos Panamericanos 2023                             |
| 3                                                     | 29 de octubre de 2023                                 | Estadio Sausalito, Viña del Mar, Chile                | Chile                                                 | 5-0                                                   | República Dominicana                                  |                                                       |                                                       | Juegos Panamericanos 2023                             |
| Total                                                 | Total                                                 | Total                                                 | Presencias                                            | 3                                                     | Goles                                                 | 0                                                     | 0                                                     |                                                       |

## Estadísticas

### Clubes
| Club                     | Div.          | Temporada     | Liga  | Liga  | Copas nacionales | Copas nacionales | Torneos internacionales | Torneos internacionales | Total | Total |
| Club                     | Div.          | Temporada     | Part. | Goles | Part.            | Goles            | Part.                   | Goles                   | Part. | Goles |
| ------------------------ | ------------- | ------------- | ----- | ----- | ---------------- | ---------------- | ----------------------- | ----------------------- | ----- | ----- |
| Deportes Iquique · Chile | 1.ª           | 2020          | 9     | 0     | —                | —                | —                       | —                       | 9     | 0     |
| Deportes Iquique · Chile | Total club    | Total club    | 9     | 0     | 0                | 0                | 0                       | 0                       | 9     | 0     |
| Colo-Colo · Chile        | 1.ª           | 2021          | 5     | 0     | 5                | 0                | —                       | —                       | 5     | 0     |
| Colo-Colo · Chile        | 1.ª           | 2022          | 10    | 0     | 2                | 0                | —                       | —                       | 12    | 0     |
| Colo-Colo · Chile        | 1.ª           | 2023          | 8     | 0     | 3                | 0                | 0                       | 0                       | 11    | 0     |
| Colo-Colo · Chile        | 1.ª           | 2024          | 0     | 0     | 0                | 0                | 0                       | 0                       | 0     | 0     |
| Colo-Colo · Chile        | Total club    | Total club    | 23    | 0     | 10               | 0                | 0                       | 0                       | 28    | 0     |
| Total carrera            | Total carrera | Total carrera | 32    | 0     | 8                | 0                | 0                       | 0                       | 37    | 0     |
| 1. 2.                    |               |               |       |       |                  |                  |                         |                         |       |       |

## Palmarés

### Títulos nacionales
| Título             | Equipo           | País  | Año  |
| ------------------ | ---------------- | ----- | ---- |
| Copa Chile         | C.S.D. Colo-Colo | Chile | 2021 |
| Supercopa de Chile | C.S.D. Colo-Colo | Chile | 2022 |
| Primera División   | C.S.D. Colo-Colo | Chile | 2022 |
| Copa Chile         | C.S.D. Colo-Colo | Chile | 2023 |
| Primera División   | C.S.D. Colo-Colo | Chile | 2024 |
| Supercopa de Chile | C.S.D. Colo-Colo | Chile | 2024 |